# 博里斯·武克切维奇
博里斯·武克切维奇（Boris Vukčević，1990年3月16日—），是一名克罗地亚裔德国足球运动员，司职中场，目前效力于德国足球甲级联赛俱乐部霍芬海姆。

## 俱乐部生涯
武克切维奇的青训生涯在SV施陶芬贝格、VfL辛德芬根、SV伯布林根和斯图加特度过。2008年夏季，他转会加盟德国足球甲级联赛升班马霍芬海姆。2009年5月23日，武克切维奇和霍芬海姆和沙尔克04的比赛中登场，第一次在德甲联赛亮相。

## 个人生活
2012年9月28日，武克切维奇在靠近巴门塔尔（Bammental）的45号联邦公路遭遇严重车祸，他驾驶的小汽车因失控和一辆正在行驶的重型卡车相撞。之后他被送往海德堡大学医院进行急诊手术，据报道他现在的情况非常严重，生命垂危。